# 彼列

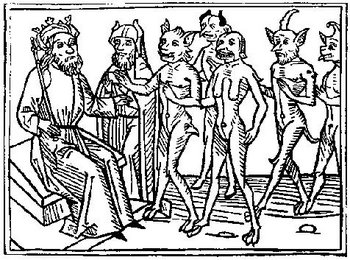
彼列和他的追隨者的木刻，取自雅各布斯·德·特拉莫《罪人的安慰，或路西法反對耶穌基督的遊行》（1473年）的德文版。

彼列（希伯來語：בְּלִיַּעַל），也拼為Beliar、Berial和Blil`，亦稱貝利亞爾、貝利亞，是所罗门七十二柱魔神中排第68位的魔神，位階為王，統帥50個軍團。是驾驶烈火战车的美麗天使，聲音動聽，他诞生在米迦勒等其他天使之前。专职分辨真伪，辨明敌友。《魔法書》中的彼列是一位貌美卻墮落的天使，乘坐著火戰車，用詭辯的言語挑撥親人間的關係。在地獄擔任外交使節的任務。相傳許多書中都有提到祂原本是力天使墮天之後變成的惡魔。在《地獄辭典》裡說曾是古代腓尼基的西頓人崇拜的神。由此可見作為異教神話中的神祇的彼列擁有極高的地位，但當異教神話中的神祇都被當成魔鬼時，彼列被稱為“卑鄙者”、“無賴”和“無價值”也並不奇怪。

## 希伯來聖經/舊約聖經
最早是猶太教神話中的地獄之王，統治着猶太教神話中的整個火焚谷與所有死人和惡魔，在希伯來語中，「Belial」是象徵著「無價值」、「無賴」、「破滅」等一切歸於「惡」的意思。

## 第二聖殿時期

### 死海古卷
《死海古卷》〈光之子與暗之子之戰〉指稱彼列為天之副君主、暗之軍團的大統率、叛天的首謀首惡。自稱原名Satanail，是所有墮天使中最危險、兇惡的一名，以身為第一位誕生的天使而自負。他在墮天后最成功的一次反撲行動是唆使猶大王國再次悖逆神，轉而膜拜其邪術，以致見棄於神、被巴比倫滅亡。

## 基督教/新約聖經
《哥林多後書》第六章十四節以「黑暗之子」稱之，因為彼列的身份和耶穌基督對立，經註釋為撒旦的別名。

## 英國文學
在彌爾頓的《失樂園》中，彼列有著堂堂的相貌與優雅的動作，像個會說好聽話的貴族子弟。對撒旦發明的大砲，也要用美麗的詞藻讚美一番。但是他卻不是一個好戰分子，摩洛等好戰的墮天使提議反攻天國的時候，彼列就站在反對的一方，並用冠冕堂皇的言詞反擊，因此對好戰派的建議自然會不同意。
據說，在創世之初，它是上帝所創造出的第一位天使，身居實力強大的力天使之位，並擁有著所有天使之中，等級最高的六翼熾天使。但是在天使們都在為上帝盡心盡力傳福音的同時，卻拒絕了上帝所執行的命令，反倒是喜好以自已的方式和習慣行事，比起其他天使顯得更加獨立，卻也更加不合群。於是，彼列這樣的行為便被上帝認為是性格怠惰而不思進取的表現，明明自已是所創造出來的眾天使之首，被賦予了如此榮耀的身份，可卻如此的叛逆，不願誠心的為上帝奉獻，這樣的行為，仍是一種無法容忍的罪行。之後，上帝在憤怒之下使用了神力，殘忍地撕扯下了彼列的一對羽翼，變為了四翼，然後從天國之中拋下，打入了地獄深處。要讓它在地獄的濃煙和烈焰之中，承受永不止盡的折磨，並在痛苦之中思索自己所犯下的罪行。因此，彼列是在所有的墮天使之中，少數非背叛上帝卻遭遇悲慘命運的天使。但有些人認為，彼列並沒有像薩麥爾和別西卜那樣堅定的意志，所以在墮落後仍然幻想可以得到上帝的寬恕而重返天堂。

## 在流行文化中
- 奧特曼系列中的大反派贝利亚·奥特曼。
- 戰鬥陀螺 爆烈世代 Dynamite battle 的主角的陀螺 dynamite Belial。
- 《蔚藍檔案》：格黑娜高中的學生兼便利屋68的社長陸八魔亞瑠。
- 《鬼太郎》